# Неопрогрессивный рок
Неопрогрессивный рок (англ. neo-progressive rock, неопрогрессив или неопрог, англ. neo-prog) — стиль рок-музыки, появившийся в самом конце 1970-х годов.

## История
Этот подстиль прогрессивного рока появился в конце 1970-х, первая волна нео-прога — это музыка, опирающаяся на идеи самых популярных арт-роковых групп семидесятых — Genesis, Pink Floyd, Camel, Rush и др.
Группам, исповедующим «классический нео-прог», присущ довольно характерный, специфический звук цифровых и аналоговых синтезаторов начала 1980-х. C некоторой натяжкой можно сказать, что нео-прог явился продуктом «скрещивания» арт-рока 70-х и элементов «новой волны».
Тем не менее, нео-прог является важным музыкальным явлением 80-х, так как это время характеризуется общим кризисом прог-рока. Нео-проговые группы были практически единственными в жанре, кто относительно стабильно существовал, развивался внутри себя и поддерживал общий интерес к прог-року. Наиболее известными представителями нео-прога 80-х являются Saga, Marillion, IQ , Pendragon, Pallas.
Некоторые из этих групп добились не только творческого, но и коммерческого успеха. Одной из первых является британская группа Marillion. Относительный успех их дебютной работы, «Script for a Jester's Tear» (1983), а также получившего гораздо большее признание концептуального альбома «Misplaced Childhood», выпущенного в 1985 году, привёл к тому, что большинство нео-проговых групп постарались воспользоваться находками Marillion. В свою очередь, это привело к появлению огромного количества клонов, не предлагавших абсолютно ничего нового и опирающихся исключительно на «мариллионовские» наработки. Можно сказать, что Marillion, сами опираясь на наследие ранних Genesis, наибольшим образом повлияли на развитие нео-прога в 80-е и задали рамки этому поджанру. В 1990-е годы, с приходом в Marillion Стива Хогарта, группа практически ушла от изначального стиля, и сейчас новые работы очень отличаются от первых альбомов.
В начале 1990-х годов, помимо групп, продолжающих разрабатывать нео-прог 1980-х, появляется достаточно большое число коллективов, сменивших ориентиры на таких «титанов» 1970-х, как Gentle Giant, ELP, King Crimson, Yes. Иногда нео-прог 1990-х образовывал своего рода гибрид с хэви-металом (например, у Arena). Кроме того, нео-прог 1990-х характеризуется сменой звучания на практически аутентичное звучание 70-х годов — с меллотронами, хаммондами и мугами, а также более высоким техническим мастерством, нежели большинство «нео-групп» 80-х.
Кроме того, в 90-е появилось достаточно большое количество групп, работающих в традиционном русле «нео-прога» 80-х: Galleon, Shadowland, Arena и некоторые другие.

## Описание
Неопрогрессивный рок, или просто «нео-прог», характеризуется эмоциональностью, часто выражающейся в драматической лирике и театральности выступлений. Музыка в основном является результатом тщательной композиции и в меньшей степени полагается на импровизацию, однако аранжировочно, композиционно и ритмически неопрогрессив часто проще классического прогрессивного рока 70-х и имеет больший упор на мелодичность, нежели на сложность. Инструментально неопрогрессив опирается на чистые, мелодичные и эмоциональные соло электрогитары в сочетании с богатыми клавишными подкладами и соло. Основное музыкальное влияние на поджанр оказали группы первой волны прогрессивного рока, такие как ранний Genesis, Camel и, в меньшей степени, Van der Graaf Generator и Pink Floyd, а также, в меньшей степени, фанк, фьюжн и хард-рок.